# Dix de carreau
Le dix de carreau (10♦) est une des cartes à jouer traditionnelles en Occident. Elle apparaît dans les jeux de 52 cartes et de 32 cartes et dans certains jeux de tarot. Il s'agit d'une valeur dont l'enseigne est le carreau. Il s'agit donc d'une carte de couleur rouge.
Dans le jeu du Nain jaune, le dix de carreau est l’une des cinq cartes pour laquelle une mise est attribuée.